# Compsophorus leucozona
Compsophorus leucozona là một loài tò vò trong họ Ichneumonidae.